# Comuna Bârsana, Maramureș
Bârsana (în maghiară: Barcánfalva) este o comună în județul Maramureș, Transilvania, România, formată din satele Bârsana (reședința) și Nănești.

## Demografie
Componența etnică a comunei Bârsana
     Români (89,96%)
     Alte etnii (0,12%)
     Necunoscută (9,92%)
Componența confesională a comunei Bârsana
     Ortodocși (83,21%)
     Greco-catolici (3,37%)
     Martori ai lui Iehova (1,19%)
     Penticostali (1,09%)
     Alte religii (0,56%)
     Necunoscută (10,58%)
Conform recensământului efectuat în 2021, populația comunei Bârsana se ridică la 4.122 de locuitori, în scădere față de recensământul anterior din 2011, când fuseseră înregistrați 4.474 de locuitori. Majoritatea locuitorilor sunt români (89,96%), iar pentru 9,92% nu se cunoaște apartenența etnică. Din punct de vedere confesional, majoritatea locuitorilor sunt ortodocși (83,21%), cu minorități de greco-catolici (3,37%), martori ai lui Iehova (1,19%) și penticostali (1,09%), iar pentru 10,58% nu se cunoaște apartenența confesională.

## Politică și administrație
Comuna Bârsana este administrată de un primar și un consiliu local compus din 13 consilieri. Primarul, Teodor Ștefanca[*], de la Partidul Social Democrat, este în funcție din 2016. Începând cu alegerile locale din 2024, consiliul local are următoarea componență pe partide politice:
|  | Partid                          | Consilieri | Componența Consiliului | Componența Consiliului | Componența Consiliului | Componența Consiliului | Componența Consiliului | Componența Consiliului | Componența Consiliului |
|  | ------------------------------- | ---------- | ---------------------- | ---------------------- | ---------------------- | ---------------------- | ---------------------- | ---------------------- | ---------------------- |
|  | Partidul Social Democrat        | 7          |                        |                        |                        |                        |                        |                        |                        |
|  | Partidul Național Liberal       | 5          |                        |                        |                        |                        |                        |                        |                        |
|  | Alianța pentru Unirea Românilor | 1          |                        |                        |                        |                        |                        |                        |                        |

## Personalități născute aici
- Rareș Mariș (n. 2000), cântăreț, actor.